# Dave Meyers
David Meyers (Berkeley, 19 de outubro de 1972) é um diretor de filmes, comerciais e videoclipes estadunidense.

## Filmografia

### Longas-metragens
| Ano  | Título      | Estúdio(s)                             |
| ---- | ----------- | -------------------------------------- |
| 1999 | Foolish     | Artisan Entertainment No Limit Films   |
| 2007 | The Hitcher | Rogue Intrepid Pictures Platinum Dunes |
| 2017 | #SremmBreak | Interscope Records EarDrummers         |

### Videoclipes
| Ano  | Título                                       | Artista(s)                                                                 | Ref.  |
| ---- | -------------------------------------------- | -------------------------------------------------------------------------- | ----- |
| 1995 | "Slaves to Society"                          | Kev                                                                        |       |
| 1996 | "Shot Callin' & Big Ballin'"                 | The WhoRidas                                                               |       |
| 1996 | "Off Da Hook"                                | Off Da Hook                                                                |       |
| 1997 | "Yay Deep"                                   | E-40 featuring B-Legit & Richie Rich                                       |       |
| 1997 | "You Could Be the One"                       | Made Men                                                                   |       |
| 1997 | "Forest Ranger"                              | Plexi                                                                      |       |
| 1997 | "Get It Wet"                                 | Twista                                                                     |       |
| 1997 | "Pushin' Inside You"                         | Sons of Funk                                                               |       |
| 1997 | "Ghetto D"                                   | Master P                                                                   |       |
| 1997 | "6 In The Mornin'"                           | Master P                                                                   |       |
| 1997 | "It's A Set Up"                              | Kurupt                                                                     |       |
| 1997 | "Keep It Goin'"                              | The WhoRidas                                                               |       |
| 1997 | "Times So Hard"                              | Young Bleed, Master P & Fiend                                              |       |
| 1997 | "Raise the Roof"                             | Luke                                                                       |       |
| 1997 | "Throw Your Hands Up"                        | I.F.A.                                                                     |       |
| 1997 | "What You Gotta Say"                         | Rodney O                                                                   |       |
| 1997 | "How We Comin'"                              | RBL Posse                                                                  |       |
| 1997 | "Playa Man"                                  | Spice One                                                                  |       |
| 1998 | "Hope I Don't Go Back"                       | E-40                                                                       |       |
| 1998 | "Same Ol' G"                                 | Ginuwine featuring Timbaland                                               |       |
| 1998 | "No Hope"                                    | Magic featuring C-Murder                                                   |       |
| 1998 | "Ruthless for Life"                          | MC Ren                                                                     |       |
| 1998 | "Just Be Straight with Me"                   | Silkk the Shocker featuring Destiny's Child                                |       |
| 1998 | "Second Chance"                              | C-Murder featuring Master P & Silkk the Shocker                            |       |
| 1998 | "Tutti Frutti"                               | Outta Order                                                                |       |
| 1998 | "From What I Was Told"                       | Soulja Slim                                                                |       |
| 1998 | "Minnie the Moocher"                         | Fa Show                                                                    |       |
| 1998 | "Stranger"                                   | Lil Haydn                                                                  |       |
| 1998 | "Woof Woof"                                  | 69 Boyz                                                                    |       |
| 1998 | "Funk in My Flow"                            | NX                                                                         |       |
| 1998 | "Goodbye to My Homies"                       | Master P feat. Silkk the Shocker                                           |       |
| 1998 | "Is It You"                                  | Made Men feat Master P                                                     |       |
| 1998 | "It's Alright"                               | Jaze                                                                       |       |
| 1998 | "The Setup"                                  | Reel Big Shift                                                             |       |
| 1998 | "Talk Show Shhh"                             | Shae Jones                                                                 |       |
| 1998 | "Party All Night"                            | Mytown                                                                     |       |
| 1999 | "For the Movies"                             | Buckcherry                                                                 |       |
| 1999 | "Goodbye"                                    | Def Leppard                                                                |       |
| 1999 | "Love Is Blind"                              | Eve featuring Faith Evans                                                  |       |
| 1999 | "Look Out Tonight"                           | K. Star featuring Wyclef Jean                                              |       |
| 1999 | "Do It Again (Put Ya Hands Up)"              | Jay Z featuring Beanie Sigel                                               |       |
| 1999 | "Bawitdaba"                                  | Kid Rock                                                                   |       |
| 1999 | "Cowboy"                                     | Kid Rock                                                                   |       |
| 1999 | "Shut 'em Down"                              | LL Cool J                                                                  |       |
| 1999 | "Falls Apart"                                | Sugar Ray                                                                  |       |
| 1999 | "When Worlds Collide"                        | Powerman 5000                                                              |       |
| 1999 | "Nobody's Real" (co-dirigido com Spider One) | Powerman 5000                                                              |       |
| 1999 | "Tha Block Is Hot"                           | Lil Wayne                                                                  |       |
| 1999 | "Back That Thang Up"                         | Juvenile                                                                   |       |
| 1999 | "Best Friend"                                | Jack Knight                                                                |       |
| 1999 | "Bad Boy"                                    | Shae Jones featuring Ja Rule                                               |       |
| 1999 | "We on Fire"                                 | Hot Boys                                                                   |       |
| 1999 | "Check Your Head"                            | Buckcherry                                                                 |       |
| 1999 | "Do Right"                                   | Jimmie's Chicken Shack                                                     |       |
| 1999 | "What If"                                    | Creed                                                                      |       |
| 1999 | "Da Rockwilder"                              | Methodman & Redman                                                         |       |
| 1999 | "There You Go"                               | P!nk                                                                       |       |
| 1999 | "Take a Picture"                             | Filter                                                                     |       |
| 1999 | "You Understand"                             | Juvenile                                                                   |       |
| 1999 | "If You Sleep"                               | Tal Bachman                                                                |       |
| 1999 | "What I'm Looking For"                       | Da Brat                                                                    |       |
| 2000 | "Lucky"                                      | Britney Spears                                                             |       |
| 2000 | "Whatchu Like"                               | Da Brat                                                                    |       |
| 2000 | "With Arms Wide Open"                        | Creed                                                                      |       |
| 2000 | "Party Up (Up in Here)"                      | DMX                                                                        |       |
| 2000 | "Got It All"                                 | Eve featuring Jadakiss                                                     |       |
| 2000 | "Be with You"                                | Enrique Iglesias                                                           |       |
| 2000 | "What It Is"                                 | Goodie Mob featuring TLC                                                   |       |
| 2000 | "If Only"                                    | Hanson                                                                     |       |
| 2000 | "This Time Around"                           | Hanson                                                                     |       |
| 2000 | "Between Me and You"                         | Ja Rule featuring Christina Milian                                         |       |
| 2000 | "I Just Wanna Love U (Give It 2 Me)"         | Jay Z                                                                      |       |
| 2000 | "American Bad Ass"                           | Kid Rock                                                                   |       |
| 2000 | "Weir"                                       | Killing Heidi                                                              |       |
| 2000 | "Bounce with Me"                             | Lil' Bow Wow                                                               |       |
| 2000 | "Bow Wow (That's My Name)"                   | Lil' Bow Wow featuring Snoop Dogg                                          |       |
| 2000 | "Ta Da"                                      | Lil' Mo                                                                    |       |
| 2000 | "Tight to Def"                               | Mack 10 featuring T-Boz                                                    |       |
| 2000 | "Free"                                       | Mýa                                                                        |       |
| 2000 | "You Owe Me"                                 | Nas featuring Ginuwine                                                     |       |
| 2000 | "This I Promise You"                         | NSYNC                                                                      |       |
| 2000 | "Original Prankster"                         | The Offspring                                                              |       |
| 2000 | "B.O.B. (Bombs Over Baghdad)"                | Outkast                                                                    |       |
| 2000 | "Most Girls"                                 | P!nk                                                                       |       |
| 2000 | "You Make Me Sick"                           | P!nk                                                                       |       |
| 2000 | "I'm with Stupid"                            | Static-X                                                                   |       |
| 2000 | "X"                                          | Xzibit                                                                     |       |
| 2000 | "Niggas Die For Me"                          | Drag-On feat. DMX                                                          |       |
| 2000 | "The Truth"                                  | Beanie Sigel                                                               |       |
| 2000 | "I Got To Have It"                           | JD feat. Monica & Nas                                                      |       |
| 2000 | "Peace Not Greed"                            | Kottonmouth Kings                                                          |       |
| 2000 | "From Tha Streets"                           | Mack 10                                                                    |       |
| 2000 | "Free"                                       | VAST                                                                       |       |
| 2000 | "Candles"                                    | Pru                                                                        |       |
| 2000 | "None Tonight"                               | Lil Zane                                                                   |       |
| 2000 | "Liquid Dreams"                              | O-Town                                                                     |       |
| 2000 | "Look Into My Eyes"                          | Scarface                                                                   |       |
| 2000 | "Do My..."                                   | Memphis Bleek ft. Jay-Z                                                    |       |
| 2000 | "Change the Game"                            | Jay-Z                                                                      |       |
| 2000 | "Your Disease"                               | Saliva                                                                     |       |
| 2000 | "Thank You"                                  | Dido                                                                       |       |
| 2000 | "King of Rock"                               | Run DMC                                                                    |       |
| 2001 | "More Than a Woman"                          | Aaliyah                                                                    |       |
| 2001 | "Family Affair"                              | Mary J. Blige                                                              |       |
| 2001 | "My Sacrifice"                               | Creed                                                                      |       |
| 2001 | "I Did It"                                   | Dave Matthews Band                                                         |       |
| 2001 | "The Space Between"                          | Dave Matthews Band                                                         |       |
| 2001 | "Get Ur Freak On"                            | Missy Elliott                                                              |       |
| 2001 | "One Minute Man"                             | Missy Elliott featuring Ludacris & Trina                                   |       |
| 2001 | "Take Away"                                  | Missy Elliott featuring Ginuwine & Tweet                                   |       |
| 2001 | "Where the Party At"                         | Jagged Edge featuring Nelly                                                |       |
| 2001 | "Sweet Baby"                                 | Macy Gray                                                                  |       |
| 2001 | "All for You"                                | Janet Jackson                                                              |       |
| 2001 | "Always on Time"                             | Ja Rule featuring Ashanti                                                  |       |
| 2001 | "Izzo (H.O.V.A.)"                            | Jay Z                                                                      |       |
| 2001 | "Boiler"                                     | Limp Bizkit                                                                |       |
| 2001 | "I'm Real"                                   | Jennifer Lopez                                                             |       |
| 2001 | "I'm Real" (Murder Remix)                    | Jennifer Lopez featuring Ja Rule                                           |       |
| 2001 | "AM to PM"                                   | Christina Milian                                                           |       |
| 2001 | "Just Another Girl"                          | Monica                                                                     |       |
| 2001 | "I'm Lookin'"                                | Nicole                                                                     |       |
| 2001 | "Hey Baby"                                   | No Doubt featuring Bounty Killer                                           |       |
| 2001 | "Defy You"                                   | The Offspring                                                              |       |
| 2001 | "So Fresh, So Clean"                         | Outkast                                                                    |       |
| 2001 | "Get the Party Started"                      | P!nk                                                                       |       |
| 2001 | "Can I Live?"                                | Sisqó featuring LovHer                                                     |       |
| 2001 | "Dance for Me"                               | Sisqó                                                                      |       |
| 2001 | "Left Behind"                                | Slipknot                                                                   |       |
| 2001 | "Just a Baby Boy"                            | Snoop Dogg featuring Tyrese                                                |       |
| 2001 | "U Remind Me"                                | Usher                                                                      |       |
| 2001 | "Puppy Love"                                 | Lil' Bow Wow featuring Jagged Edge                                         |       |
| 2001 | "I Like Them Girls"                          | Tyrese                                                                     |       |
| 2001 | "Cluck Cluck"                                | "The Product G&B"                                                          |       |
| 2001 | "Smash Sumthin'"                             | Redman                                                                     |       |
| 2001 | "Let's Get Dirty (I Can't Get in da Club)"   | Redman                                                                     |       |
| 2001 | "Love of My Life"                            | Brian McKnight                                                             |       |
| 2001 | "Livin' It Up"                               | Ja Rule                                                                    |       |
| 2001 | "Ballin' Out of Control"                     | Jermaine Dupri featuring Nate Dogg                                         |       |
| 2001 | "Everybody Got Their Something"              | Nikka Costa                                                                |       |
| 2001 | "What About Us?"                             | Brandy                                                                     |       |
| 2001 | "Escape"                                     | Enrique Iglesias                                                           |       |
| 2002 | "Girls of Summer"                            | Aerosmith                                                                  |       |
| 2002 | "Talkin' to Me"                              | Amerie                                                                     |       |
| 2002 | "One Day in Your Life"                       | Anastacia                                                                  |       |
| 2002 | "Gots ta Be"                                 | B2K                                                                        |       |
| 2002 | "Feel It Boy"                                | Beenie Man featuring Janet Jackson                                         |       |
| 2002 | "Do That"                                    | Baby featuring Puffy                                                       |       |
| 2002 | "Through the Rain"                           | Mariah Carey                                                               |       |
| 2002 | "One Last Breath"                            | Creed                                                                      |       |
| 2002 | "A New Day Has Come"                         | Celine Dion                                                                |       |
| 2002 | "I'm Alive"                                  | Celine Dion                                                                |       |
| 2002 | "Gossip Folks"                               | Missy Elliott featuring Ludacris                                           |       |
| 2002 | "Work It"                                    | Missy Elliott                                                              |       |
| 2002 | "Visions of Paradise"                        | Mick Jagger                                                                |       |
| 2002 | "Take Ya Home"                               | Lil' Bow Wow                                                               |       |
| 2002 | "I'm Gonna Be Alright" (Track Masters Remix) | Jennifer Lopez featuring Nas                                               |       |
| 2002 | "She Loves Me Not"                           | Papa Roach                                                                 |       |
| 2002 | "Don't Let Me Get Me"                        | P!nk                                                                       |       |
| 2002 | "Objection / Te Aviso, Te Anuncio"           | Shakira                                                                    |       |
| 2002 | "Boys" (Co-Ed Remix)                         | Britney Spears ft. Pharrell Williams                                       |       |
| 2002 | "Girl Talk"                                  | TLC                                                                        |       |
| 2002 | "Spin"                                       | Lifehouse                                                                  |       |
| 2002 | "Don't Stop Dancing"                         | Creed                                                                      |       |
| 2002 | "All I Have"                                 | Jennifer Lopez featuring LL Cool J                                         |       |
| 2003 | "Pass That Dutch"                            | Missy Elliott                                                              |       |
| 2003 | "Did My Time"                                | Korn                                                                       |       |
| 2003 | "Stand Up"                                   | Ludacris                                                                   |       |
| 2003 | "Feel Good Time"                             | P!nk                                                                       |       |
| 2003 | "(There's Gotta Be) More to Life"            | Stacie Orrico                                                              |       |
| 2003 | "I Want You / Me Pones Sexy"                 | Thalía featuring Fat Joe                                                   |       |
| 2003 | "Ice Cream"                                  | JS                                                                         |       |
| 2003 | "Gangsta Nation"                             | Westside Connection featuring Nate Dogg                                    |       |
| 2003 | "Iz U"                                       | Nelly                                                                      |       |
| 2003 | "Come Clean"                                 | Hilary Duff                                                                |       |
| 2003 | ''Splash Waterfalls"                         | Ludacris                                                                   |       |
| 2004 | "Talk About Our Love"                        | Brandy featuring Kanye West                                                |       |
| 2004 | "Breakaway"                                  | Kelly Clarkson                                                             |       |
| 2004 | ''This Way"                                  | Dilated Peoples featuring Kanye West & John Legend                         |       |
| 2004 | "Just a Little While"                        | Janet Jackson                                                              |       |
| 2004 | "I Want You"                                 | Janet Jackson                                                              |       |
| 2004 | "Dirt off Your Shoulder"                     | Jay-Z                                                                      |       |
| 2004 | "She Wants to Move"                          | N.E.R.D                                                                    |       |
| 2004 | "Ghetto Musick"                              | Outkast featuring Big Boi                                                  |       |
| 2004 | "Real Nigga Roll Call"                       | Lil Jon                                                                    |       |
| 2005 | "American Baby"                              | Dave Matthews Band                                                         |       |
| 2005 | "Dreamgirl"                                  | Dave Matthews Band                                                         |       |
| 2005 | "Brand New"                                  | Rhymefest featuring Kanye West                                             |       |
| 2005 | "Lose Control/On & On"                       | Missy Elliott featuring Ciara                                              |       |
| 2005 | "Twisted Transistor"                         | Korn                                                                       |       |
| 2005 | "4ever" (Australian Version)                 | The Veronicas                                                              |       |
| 2005 | "Just Feel Better"                           | Santana featuring Steven Tyler                                             |       |
| 2005 | "U + Ur Hand"                                | P!nk                                                                       |       |
| 2005 | "Stupid Girls"                               | P!nk                                                                       |       |
| 2006 | "We Run This"                                | Missy Elliott                                                              |       |
| 2007 | "I Wanna Have Your Babies"                   | Natasha Bedingfield                                                        |       |
| 2007 | "Glamorous"                                  | Fergie featuring Ludacris                                                  |       |
| 2007 | "Evolution"                                  | Korn                                                                       |       |
| 2007 | "Push It Baby"                               | Pretty Ricky featuring Sean Paul                                           |       |
| 2007 | "Little Wonders"                             | Rob Thomas                                                                 |       |
| 2008 | "Ching-a-Ling/Shake Your Pom Pom"            | Missy Elliott                                                              |       |
| 2008 | "Please Don't Leave Me"                      | P!nk                                                                       |       |
| 2008 | "So What"                                    | P!nk                                                                       |       |
| 2008 | "Whatever You Like"                          | T.I.                                                                       |       |
| 2009 | "Funhouse"                                   | P!nk                                                                       |       |
| 2009 | "Prom Queen"                                 | Lil Wayne                                                                  | [ 1 ] |
| 2009 | "Her Diamonds"                               | Rob Thomas                                                                 |       |
| 2009 | "Radar"                                      | Britney Spears                                                             |       |
| 2010 | "I Got You"                                  | Leona Lewis                                                                |       |
| 2010 | "Alice"                                      | Avril Lavigne                                                              |       |
| 2010 | "How Low"                                    | Ludacris                                                                   |       |
| 2010 | "Somebody to Love"                           | Justin Bieber                                                              |       |
| 2010 | "Firework"                                   | Katy Perry                                                                 | [ 2 ] |
| 2010 | "Raise Your Glass"                           | P!nk                                                                       |       |
| 2010 | "Fuckin' Perfect"                            | P!nk                                                                       |       |
| 2011 | "Where Them Girls At"                        | David Guetta featuring Flo Rida & Nicki Minaj                              |       |
| 2011 | "Little Bad Girl"                            | David Guetta                                                               |       |
| 2011 | "Wish You Were Here"                         | Avril Lavigne                                                              |       |
| 2012 | "Where Have You Been"                        | Rihanna                                                                    | [ 3 ] |
| 2012 | "Blow Me (One Last Kiss)"                    | P!nk                                                                       |       |
| 2015 | "Ratchet Commandments"                       | Tink                                                                       |       |
| 2015 | "Yoga"                                       | Janelle Monáe featuring Jidenna                                            |       |
| 2015 | "Dance Like We're Making Love"               | Ciara                                                                      | [ 4 ] |
| 2015 | "No Sleeep"                                  | Janet Jackson                                                              | [ 5 ] |
| 2015 | "Touch"                                      | Pia Mia                                                                    |       |
| 2015 | "WTF (Where They From)"                      | Missy Elliott featuring Pharrell Williams                                  |       |
| 2016 | "No Broken Hearts"                           | Bebe Rexha featuring Nicki Minaj                                           |       |
| 2016 | "Dammn Baby"                                 | Janet Jackson                                                              |       |
| 2016 | "LIFTED"                                     | CL                                                                         |       |
| 2017 | "I'm Better"                                 | Missy Elliott featuring Lamb                                               |       |
| 2017 | "Beauty and the Beast"                       | Ariana Grande & John Legend                                                |       |
| 2017 | "HUMBLE."                                    | Kendrick Lamar                                                             |       |
| 2017 | "Really Really"                              | Winner                                                                     |       |
| 2017 | "Drew Barrymore"                             | SZA                                                                        |       |
| 2017 | "I Got You"                                  | Bebe Rexha                                                                 |       |
| 2017 | "LOYALTY."                                   | Kendrick Lamar featuring Rihanna                                           |       |
| 2017 | "Swish Swish"                                | Katy Perry featuring Nicki Minaj                                           |       |
| 2017 | "Love So Soft"                               | Kelly Clarkson                                                             |       |
| 2017 | "Havana"                                     | Camila Cabello featuring Young Thug                                        |       |
| 2017 | "LOVE."                                      | Kendrick Lamar featuring Zacari                                            |       |
| 2018 | "Supplies"                                   | Justin Timberlake                                                          |       |
| 2018 | "The Middle"                                 | Zedd, Maren Morris & Grey                                                  |       |
| 2018 | "All the Stars" (com The Little Homies)      | Kendrick Lamar & SZA                                                       |       |
| 2018 | "Wait"                                       | Maroon 5                                                                   |       |
| 2018 | "Everyday"                                   | Winner                                                                     |       |
| 2018 | "No Tears Left to Cry"                       | Ariana Grande                                                              |       |
| 2018 | "The Light Is Coming"                        | Ariana Grande featuring Nicki Minaj                                        |       |
| 2018 | "God Is a Woman"                             | Ariana Grande                                                              |       |
| 2018 | "Overdose"                                   | Agnez Mo featuring Chris Brown                                             |       |
| 2018 | "Made For Now"                               | Janet Jackson featuring Daddy Yankee                                       |       |
| 2018 | "STOP TRYING TO BE GOD"                      | Travis Scott featuring Kid Cudi, Stevie Wonder, James Blake, Philip Bailey |       |
| 2018 | "SICKO MODE"                                 | Travis Scott featuring Drake                                               |       |
| 2018 | "Consequences"                               | Camila Cabello                                                             |       |
| 2019 | "ME!"                                        | Taylor Swift                                                               |       |
| 2019 | "Señorita"                                   | Camila Cabello & Shawn Mendes                                              |       |
| 2019 | "Yellow"                                     | Rich Brian                                                                 |       |
| 2019 | "Liar"                                       | Camila Cabello                                                             |       |
| 2019 | "Motivation"                                 | Normani                                                                    |       |
| 2019 | "HIGHEST IN THE ROOM"                        | Travis Scott                                                               |       |
| 2024 | "New Woman"                                  | Lisa featuring Rosalía                                                     |       |

2024	"Taste"	Sabrina Carpenter	

### Comerciais
- Citibank - "Bright Lights"
- Coors Light - "Snow Cave"
- Getty Foundation - "Ice Cube Celebrates the Eames"
- Brand USA - "Discover America"
- Foot Locker - "Snowman Basketball"
- Lowe's - "Don't Stop"
- Mexico Tourism - "Chiapas"
- New York Lottery - "Beach Party"
- National Domestic Violence Hotline - "It Rarely Stops"
- ITV - "Launch"
- Reebok - "Layers Off"
- ESPN - "NBA Playoffs"
- Britney Spears - Curious (fragrância)